# E-Z Rollers
E-Z Rollers zijn een Britse drum-and-bass-groep uit Norfolk. De groep bestaat uit producers Alex Banks en Jay Hurren. Verder is zangeres Kelly Richards bij de groep betrokken. E-Z Rollers begeven zich in het melodieuze spectrum van de drum 'n' bass. Het grootste succes hadden ze met de single Walk this land (1999).

## Geschiedenis
Banks en Hurren begonnen in de muziek in de jaren tachtig in de hiphopscene. In de late jaren tachtig vonden ze hun weg naar de housemuziek. In de vroege jaren negentig brachten ze ook raveplaten uit. Banks opereerde met Daniel Scott Demierre als Hyper On Experience. Hurren als JMJ & Richie met Andrew Riches en solo als Parallel World. Het duo werkte voor het eerst samen in 1990 als The Plastic Clothes Mechanics. Later bleven ze elkaar treffen via het label Moving Shadow, waar beide muziek uitbrachten. In 1994 werkten ze weer samen. Ditmaal als E-Z Rollers. Hiermee werd het nummer Rolled Into 1 uitgebracht. In 1995 ontmoetten de ze ook zangeres Kelly Richards, die de groep live kwam versterken. 
In de zomer van 1996 brachten ze het debuutalbum Dimensions Of Sound uit op Moving Shadow. Deels waren het instrumentale tracks en deels waren ze gezongen door Richards. Als gastmuzikant was de trompettist David Howse te horen. Twee jaar later verscheen Weekend World. Van dit album kwam de track Walk this land, dat in het voorjaar van 1999 een hit werd in de Britse hitlijsten. Het werd mede bekend door gebruik in de film Lock, Stock and Two Smoking Barrels. In de late jaren negentig richtte het duo het label Intercom Records op, waar vanaf 2005 hun werk verscheen.
Door verschillende compilaties kwam de muziek ook terecht bij de makers van computergames. Zo werd hun muziek gebruikt in Grand Theft Auto. In 2003 verscheen het album Titles Of The Unexpected. In 2007 werd het gevolgd door Conductor. Beide albums gingen door op dezelfde koers.

## Discografie

### Albums
- Dimensions Of Sound (1996)
- Weekend World (1998)
- Titles Of The Unexpected (2003)
- Conductor (2007)